# برايتون (كولورادو)
برايتون (بالإنجليزية: Brighton)‏ هي مدينة تقع بين محافظتي آدمز وويلد في ولاية كولورادو الأمريكية، وهي مقر مقاطعة ادامز. وقدر مكتب تعداد الولايات المتحدة أن عدد سكان المدينة بلغ 31,380 في عام 2008.

## التاريخ
سميت المدينة على برايتون بيتش في ولاية نيويورك. تأسست في برايتون في سبعينيات القرن التاسع عشر كمستودع لسكك الحديد وتجمع زراعي. كان اسمه في الأصل من بلدة هيوز ستيشن. وأدرجت كمدينة في عام 1887.

## أعلام
- لويد هان
- ديلون سيرنا